# غرانت شوبرت
غرانت شوبرت (بالإنجليزية: Grant Schubert) هو لاعب هوكي الحقل أسترالي، ولد في 1 أغسطس 1980 في Loxton, South Australia ‏ في أستراليا.

## وصلات خارجية
- غرانت شوبرت على موقع أوليمبيديا (الإنجليزية)
- غرانت شوبرت على موقع اللجنة الأولمبية الأسترالية (الإنجليزية)
- غرانت شوبرت على موقع اتحاد ألعاب الكومنولث (مؤرشف) (الإنجليزية)
- غرانت شوبرت على موقع دورة ألعاب الكومنولث 2006 (مؤرشف) (الإنجليزية)